# Roselijev čempres
Roselijev čempres, stablo u vrtu franjevačkog samostana u Hvaru koje je spomenik prirode. Pripada vrsti Cupressus sempervirens var. horizontalis (Mili.) Gord.. Svojstvena je fenotip i neobična morfološka izgleda grana.:279.

## Izgled
Godine 2000. bio je visok 7 metara, grana duljine do 8 metara. Grane su mu u prerezu eliptične, a ne cilindrične što je svojstvo svih vodoravnih vrsta čempresa, što ga čini jednim od najzanimljivijih primjeraka čempresa na svijetu. Ispitivanjem je utvrđeno da ga je moguće autovegetativno razmnožiti putem ožiljenica zelenih reznica uz primjenu IBA u koncentraciji od 4000 ppm.:279.

## Povijest
Prema predaji posadio ga je talijanski slikar Matteo Rosseli (1578. – 1650.) koji je navodno boravio u franjevačkom samostanu u Hvaru, a zbog slaba zdravlja. Za to do danas nema nađenih pisanih potvrda u vrelima. Vjerojatno je posađen u 17. stoljeću prigodom uređivanja najgornje terace. 21. rujna 1961. Zavod za zaštitu prirode donio je Rješenje kojim se ovaj čempres proglašava zaštićenom prirodnom rijetkošću. Upisan je u registar Ministarstva zaštite okoliša i prostornog uređenja kao spomenik prirode.:280.